# Push Ups
«Push Ups» es una canción diss track del rapero canadiense Drake, lanzada el 19 de abril de 2024. La pista sirve como respuesta a varias canciones (principalmente «Like That») de los álbumes colaborativos de Metro Boomin y Future We Don't Trust You y We Still Don't Trust You (ambos de 2024). «Push Ups» está dirigido a Metro Boomin, Future, Kendrick Lamar, Rick Ross, The Weeknd y Ja Morant.
Una versión demo de «Push Ups» se filtró el 13 de abril de 2024, con muestras de «Get Money» de Junior M.A.F.I.A. y una conclusión alternativa. Otra versión se filtró más tarde ese día y contenía una conclusión cantada extendida y cambios en la letra, pero omitió las muestras. Debido a la baja calidad técnica del audio de la demo inicial, algunos fanáticos especularon que la pista era un producto de inteligencia artificial en lugar de una canción genuina. Esto fue desacreditado una vez que la canción se lanzó oficialmente el 19 de abril.
Se lanzaron dos pistas en respuesta a la canción, «Champagne Moments» de Ross y «Euphoria» de Lamar. «Push Ups» es la segunda canción que sirve como respuesta a «Like That», después de «7 Minute Drill» de J. Cole, que se lanzó el 5 de abril pero se eliminó de los servicios de transmisión una semana después.

## Antecedentes
Drake y Kendrick Lamar han tenido una larga historia juntos, con Lamar apareciendo en el álbum de Drake de 2011 Take Care en la canción «Buried Alive Interlude» y Drake apareciendo en la canción de Lamar de 2012 «Poetic Justice» del álbum de Lamar Good Kid, M.A.A.D. City. Los dos también han aparecido en el corte de grupo de 2012 de A$AP Rocky «Fuckin' Problems». Sin embargo, después de estas colaboraciones, Lamar apareció en la canción «Control» de Big Sean de 2013, donde llamó a Drake y a otros raperos, diciendo: I got love for you all but I'm trying to murder you niggas («Los amo a todos, pero estoy tratando de asesinarlos, niggas»). Lamar luego atacó a los artistas que usaron escritores fantasmas en una entrevista de 2017, y algunos consideraron que era una referencia a Drake, quien había usado escritores fantasmas en el pasado. Los dos también se criticaron en varias canciones durante este período, pero nunca mencionaron al otro por su nombre.
En la canción de Drake de 2023 «First Person Shooter» con J. Cole, Cole dijo que él, junto con Drake y Lamar formaban los Big Three («Tres Grandes») de la música rap moderna. Seis meses después, Lamar respondió a «First Person Shooter» a través de una aparición sorpresa en el sencillo «Like That» de Future y Metro Boomin, de su álbum colaborativo We Don't Trust You (2024), donde desestimó el término Big Three de J. Cole y afirmó que él es el único que gobierna la escena del rap. Lamar también hace varias referencias a Drake, llamando a su mejor trabajo un light pack («paquete ligero») y comparando su rivalidad con la de Michael Jackson y Prince, diciendo Prince outlived Mike Jack («Prince sobrevivió a Mike Jack»). Muchos vieron «Push Ups» como una respuesta a «Like That», así como una culminación de la disputa entre Lamar y Drake.
Antes de su lanzamiento formal, dos versiones de la pista aparecieron en línea el 13 de abril de 2024. Ese mismo día, un cartel publicitario y un banner digital de Spotify insinuaban un nuevo lanzamiento de Drake, que se cree que está asociado con la diss track:

Hip-Hop is a competitive sport.
Drake is on the way.
El hip-hop es un deporte competitivo.
Drake está en camino.

La canción fue lanzada oficialmente más tarde el 19 de abril.

## Letra
En la canción, Drake comienza con las líneas I could never be nobody number-one fan / Your first number one, I had to put it in your hand («Nunca podría ser el fan número uno de nadie / Tu primer número uno, tuve que ponerlo en tu mano»), que se ha interpretado como una respuesta a la letra de Future en «We Don't Trust You», en particular los versos 'Fake' written all over you / 'Hate' written all over you («'Falso' escrito sobre ti / 'Odio' escrito sobre ti») y You a nigga number one fan, dog / Sneak dissin', I don't understand, dog / Pillowtalkin', actin' like a fed, dog / I don't need another fake friend, dog / Can't be 'bout a ho, 'cause we sharin', dog / In your feelings, nigga, why you payin', dog? («Eres un fan número uno de un negro, perro / Discrepando furtivamente, no entiendo, perro / Hablando de almohadas, actuando como un federal, perro / No necesito otro amigo falso, perro / No puede ser sobre una puta, porque compartimos, perro / En tus sentimientos, negro, ¿por qué pagas, perro?»). Drake y Future han colaborado extensamente desde 2011, incluso en el mixtape de 2015 What a Time to Be Alive, así como en sencillos top 15 de EE. UU. como «Wait for U», «Life Is Good», «Way 2 Sexy», «Jumpman» y «Used to This». La canción «Way 2 Sexy» se convirtió notablemente en el primer éxito número uno de Future en la lista Billboard Hot 100. Además, Drake parece hacer referencia al asistente de Future, Just Tokyo, con la frase I'm out in Tokyo because I'm big in Japan («Estoy en Tokio porque soy grande en Japón»), e indirectamente menciona a la exprometida de Future, Ciara, con Rolling Loud stage, y'all were turnt, that was slick as hell / Shit'll probably change if your BM start to kiss and tell  («Escenario de Rolling Loud, ustedes estaban volteados, eso fue muy hábil / La mierda probablemente cambiará si tu BM comienza a besar y contar»).
Drake también critica a Metro Boomin en la canción, indicándole Shut [his] hoe ass up and make some drums, nigga («Calla [tu] culo y haz algunos tambores, negro»). Además, apunta al mánager de Weeknd, CashXO, y al propio Weeknd, comparando su relación con la de un proxeneta y un cliente de la prostitución, conocido en inglés norteamericano como trick: Y'all nigga manager was Chubbs lil' blunt runner / [...] / Cash blowin' Abel bread, out here trickin' / Shit we do for bitches, he doin' for niggas («Tu mánager, negro, era el pequeño pasaporros de Chubbs / [...] / Cash se gasta el pan de Abel, aquí afuera juntando tricks / La mierda que hacemos por las perras, él lo hace por los negros»). También incluye una línea que se percibe como dirigida a Weeknd y su sello discográfico XO, usado como símbolo en cartas para significar «abrazos y besos»: Hugs and kisses, man, don't tell me 'bout no switches («Abrazos y besos, hombre, no me hables de no cambiar»).
La canción presenta predominantemente a Drake dirigiéndose a Lamar, afirmando You won't ever take no chain off of us («Nunca nos quitarás ninguna cadena») en respuesta a la línea de Lamar en «Like That», I'm snatchin' chains and burnin' tattoos («Estoy arrebatando cadenas y quemando tatuajes») y burlándose de la estatura de Lamar. con How the fuck you big steppin' with a size-seven men's on? («¿Cómo carajo estás pisando grande con una talla siete de hombre?») refiriéndose al álbum de Lamar de 2022, Mr. Morale & the Big Steppers. Drake critica además el contrato discográfico de Lamar con Top Dawg Entertainment, sugiriendo que permite al CEO, Anthony «Top» Tiffith, reclamar el 50% de las ganancias de la carrera de Lamar: Top told you, 'Drop and give me fifty,' like some push-ups («Top te dijo: 'Dame cincuenta', como si fueran unas flexiones»). Cuestiona la autenticidad musical de Lamar con You better do that motherfuckin' show inside the bity / Maroon 5 need a verse, you better make it witty / Then we need a verse for the Swifties («Será mejor que hagas ese maldito espectáculo dentro del bity / Maroon 5 necesita un verso, será mejor que lo hagas ingenioso / Entonces necesitamos un verso para los Swifties». Jordan Rose de Complex señala que estas líneas resaltan un contraste percibido en la integridad artística entre Lamar y Drake. Escribió que algunos critican a Drake por capitular su estilo ante los gustos del público general, pero Drake usa esta línea para decir que esta crítica también debería aplicarse a Lamar.
Drake también responde a la idea de los Big Three («Tres Grandes») en el rap, implícita en «Like That» y «First Person Shooter», afirmando que artistas como SZA, Travis Scott y 21 Savage superan a Lamar. También acusa a Lamar de celos, diciendo I'm at the top of the mountain, so you tight now «Estoy en la cima de la montaña, así que ahora estás apretado» y se eleva por encima de Lamar al contrarrestar la comparación de Lamar de sí mismo con Prince y de Drake con Michael Jackson con What's a prince to a king? He a son, nigga («¿Qué es un príncipe para un rey? Él es un hijo, negro»). También hace una referencia a la prometida de Lamar, Whitney Alford, haciendo un doble sentido con El guardaespaldas protagonizada con Whitney Houston, con I'll be with some bodyguards like Whitney («Estaré con algunos guardaespaldas, como Whitney») y aclara que su enemistad con Lamar se extiende más allá de «Like That»: And that fuckin' song y'all got did not start the beef with us / This shit been brewin' in a pot, now I'm heatin' up / I don't care what Cole think, that Dot shit was weak as fuck («Y esa maldita canción que tienen no inició la beef [carne] con nosotros / Esta mierda se ha estado cocinando en una olla, ahora me estoy calentando / No me importa lo que piense Cole, esa mierda de Dot era débil como una mierda»).
Además, Drake se dirige a Rick Ross en la canción, insinuando un potencial interés romántico en la pareja de Ross y criticando la edad de Ross y su dependencia de las colaboraciones con Drake: I might take your latest girl and cuff her like I'm Ricky / Can't believe he jumpin' in, this nigga turnin' fifty / Every song that made it on the chart, he got from Drizzy / Spend that lil' check you got and stay up out my business («Podría tomar a tu última chica y esposarla como si fuera Ricky / No puedo creer que este salte, este negro está cumpliendo cincuenta / Cada canción que llegó a la lista, la obtuvo de Drizzy / Gasta ese pequeño cheque que tienes y mantente al margen de mis asuntos»). También menciona al jugador de baloncesto profesional Ja Morant, en alusión a un agravio personal: Shout out to the hooper that be bustin' out the griddy / We know why you mad, nigga, I ain't even trippin' / All that lil' heartbroken Twitter shit for bitches («Saludo al jugador que está rompiendo la parrilla / Sabemos por qué estás enojado, negro, ni siquiera me estoy tropezando / Toda esa pequeña mierda del corazón roto en Twitter por perras»).

## Secuelas
Rick Ross respondió a la canción con «Champagne Moments», que se estrenó en fragmentos el 13 de abril, el mismo día en que se filtró «Push Ups». Posteriormente se lanzó oficialmente el 15 de abril. La canción alega que Drake utiliza escritores fantasmas; que envió un cese y desista para bloquear una colaboración con French Montana; que Drake filtró a propósito «Push Ups»; y que se sometió a cirugías plásticas.
Kendrick Lamar respondió a la canción con «Euphoria», lanzado el 30 de abril de 2024.

## Listas
| Lista (2024)                           | Posición más alta |
| -------------------------------------- | ----------------- |
| Australia (ARIA)                       | 41                |
| Australia Hip Hop/R&B (ARIA)           | 3                 |
| Austria (Ö3 Austria Top 40)            | 53                |
| Canadá (Canadian Hot 100)              | 10                |
| Dinamarca (Tracklisten)                | 36                |
| Alemania (Offizielle Deutsche Charts)  | 70                |
| Global 200 (Billboard)                 | 24                |
| Islandia (Plötutíðindi)                | 13                |
| Irlanda (IRMA)                         | 20                |
| Lituania (AGATA)                       | 49                |
| Países Bajos (Mega Single Top 100)     | 67                |
| Nueva Zelanda (Recorded Music NZ)      | 39                |
| Portugal (AFP)                         | 52                |
| Eslovaquia (Singles Digitál Top 100)   | 80                |
| Sudáfrica (Billboard)                  | 8                 |
| Sudáfrica (TOSAC)                      | 6                 |
| Suecia (Sverigetopplistan)             | 54                |
| Suiza (Schweizer Hitparade)            | 25                |
| Reino Unido (UK Singles Chart)         | 14                |
| Reino Unido (UK R&B Chart)             | 1                 |
| Estados Unidos (Billboard Hot 100)     | 17                |
| Estados Unidos (Hot R&B/Hip-Hop Songs) | 2                 |
| Estados Unidos (Rhythmic)              | 32                |